# Casa Nietzsche (Sils im Engadin)
La Casa Nietzsche è una casa museo a Sils Maria in Alta Engadina in Svizzera. Qui Friedrich Nietzsche trascorse i mesi estivi tra il 1881 e il 1888. Dal 1960 l'edificio è un museo dedicato alla memoria del filosofo tedesco.

## Storia

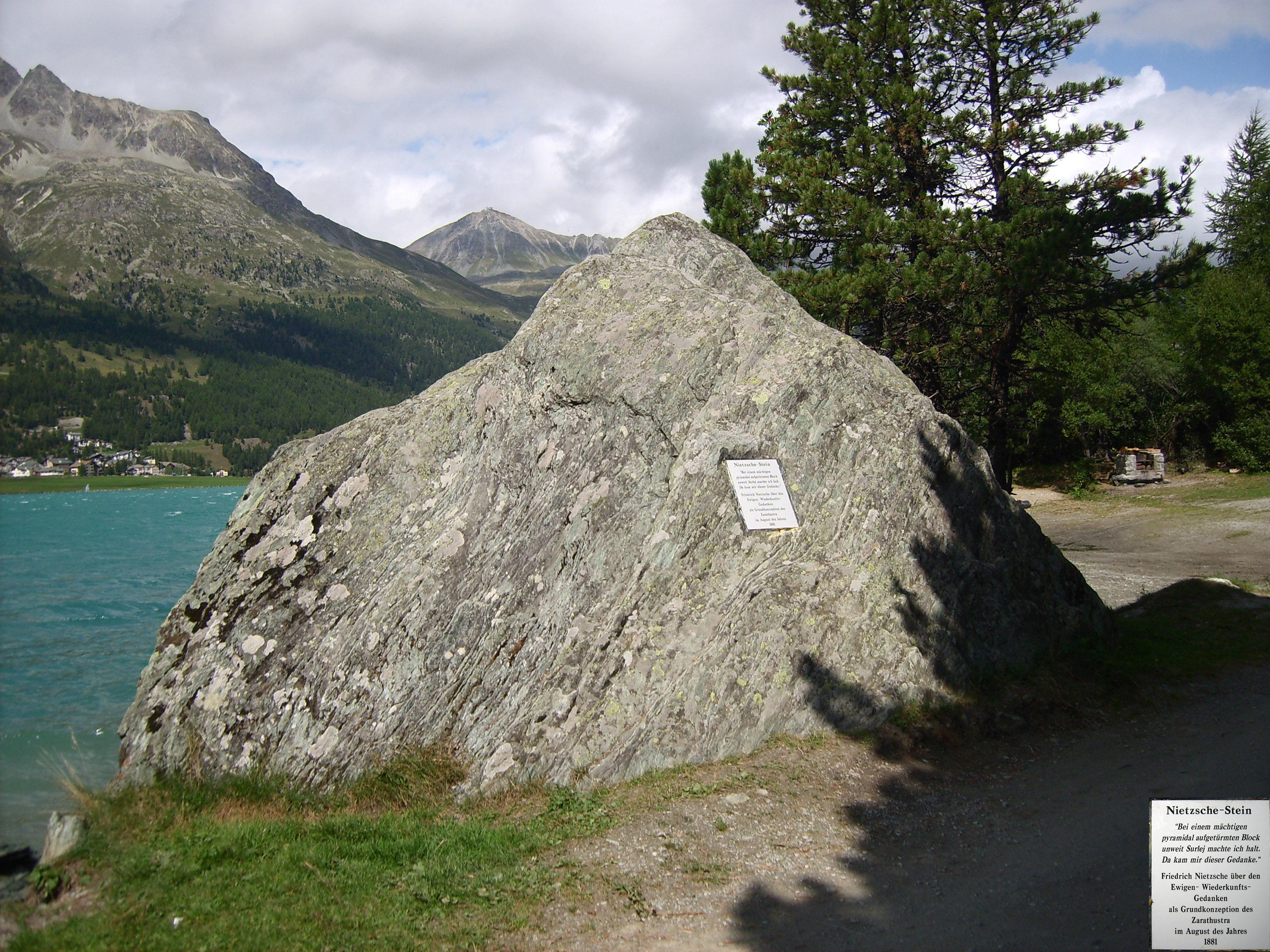
"Lapide di Nietzsche" a Surlej presso il Lago di Silvaplana, luogo dell'ispirazione del filosofo per la sua opera Così parlò Zarathustra.

A causa della sua cattiva salute, Nietzsche lasciò la cattedra di filologia classica all'Università di Basilea nel 1879 e si recò in centri termali europei come Sankt Moritz, Nizza, Mentone e Rapallo alla ricerca di un clima più favorevole. Nel 1881 affittò a Sils Maria in una casa di circa 200 anni per un franco al giorno una stanza non riscaldata. Vi abitò durante i mesi estivi di quell'anno e dal 1883 al 1888, chiamando il paese una perla perlissima. Nella sua stanza al primo piano, che chiamava la sua tana, corrispondeva con amici e familiari e scriveva le seguenti opere: La gaia scienza, Al di là del bene e del male, Genealogia della morale, Ecce homo, La volontà di potenza, Il crepuscolo degli idoli, Il caso Wagner, Nietzsche contra Wagner. Durante un'escursione sul vicino lago di Silvaplana, è stato ispirato a scrivere il suo ultimo lavoro Così parlò Zarathustra e il relativo concetto dell'eterno ritorno.
Il 25 agosto 1960, nel 60º anniversario della morte del filosofo, la fondazione Nietzsche-Haus in Sils Maria ha aperto un museo allestito in questa casa. Il museo contiene una delle più grandi collezioni multilingue al mondo di opere su Nietzsche. La collezione comprende una biblioteca con oltre 4500 volumi, la Sala Oscar Levy, dedicata a Oscar Levy, il primo traduttore di Nietzsche in inglese, e lo studio di Nietzsche professore a Basilea, arredato nel 1991 con i mobili originali della prima casa di Nietzsche a Basilea.

## Citazione
(Friedrich Nietzsche, lettera a Carl von Gersdorff, fine giugno 1883.)